# Первісний (телесеріал)
«Первісний» (англ. Primal) — американський мультсеріал, створений режисером Геннді Тартаковським. Прем’єра відбулася 7 жовтня 2019 року на каналі Adult Swim. 
Primal - історія про печерну людину (названу "Спірсом" у виробничих записках шоу та озвученим Аароном Лаплантом), грізного мисливця на зорі еволюції та тиранозавра жіночої статі (яку називають "Фанг" у виробничих записках шоу) на межі вимирання. Об'єднані трагедією вони стають партнерами під час боротьби за виживання з жорстокими істотами, які також живуть у доісторичному світі. 
Перший сезон складатиметься з 10 серій, друга половина вийде в ефір 2020 року.  
Кіноверсія серіалу під назвою Primal: Tales of Savagery була номінована в категорії «Кращий Анімаційний художній Фільм» на  92-й церемонії вручения наград премії «Оскар».

## Головні персонажі
- Спірс (озвучений Аароном ЛаПлантом) - печерний чоловік, трагедія якого починається зі смерті дружини та двох дітей. Ця жорстока подія є джерелом його тривалої внутрішньої боротьби за пошук миру, і хоча він долає свою початкову суїцидальну депресію, Спірс все ще намагається справлятися з втратою. Через цю травму Спірс зустрічає Фанг яка також пережила втрату, але на відміну від неї, він дуже хоче, щоб це було партнерство, від чого вона спочатку не в захваті. Врешті-решт Спір розвиває глибокий зв’язок з тиранозавром і готовий піти на будь-яку жертву для її захисту.
- Фанг - самка тиранозавра, трагедія якої починається зі смерті її дітей. На відміну від Спірса, який досі травмований і переживає горе втрати своїх близьких, Фанг здатна швидше впоратися із втратою. Будучи тиранозавром, нею керує інстинкт, який може викликати велику напругу між нею та Спірсом. Ця тваринна натура проявляється, коли вона інстинктивно намагається стверджувати своє панування над Спірсом, але врешті-решт погоджується, що працювати в партнерстві набагато краще, ніж в жорсткій ієрархії. Тим не менш, з часом її зв’язок зі Спірсом зростає настільки, що вона зробить усе, щоб забезпечити їхнє виживання.